# Trichocline sinuata
Trichocline sinuata là một loài thực vật có hoa trong họ Cúc. Loài này được (D.Don) Cabrera miêu tả khoa học đầu tiên năm 1953.